# Dotyk przeznaczenia
Dotyk przeznaczenia – thriller amerykański z 2000 roku.

## Obsada
- Cate Blanchett - Annabelle "Annie" Wilson
- Giovanni Ribisi - Buddy Cole
- Keanu Reeves - Donnie Barksdale
- Katie Holmes - Jessica King
- Greg Kinnear - Wayne Collins
- Hilary Swank - Valerie Barksdale
- Gary Cole - David Duncan
- J.K. Simmons - szeryf Pearl Johnson
- Chelcie Ross - Kenneth King
- Michael Jeter - Gerald Weems
- Kim Dickens - Linda

## Opis fabuły
Annie Wilson posiada dar widzenia niektórych zdarzeń z przyszłości. Przez jednych uważana jest za wiedźmę, inni zwracają się do niej po pomoc. Dar przysparza jej więcej zmartwień i problemów w życiu, niż dobrego. Pomaga pewnej rodzinie odnaleźć zaginioną córkę.

## Nominacje

### Saturny
2001:
- Saturn — Najlepszy horror[1]
- Saturn — Najlepsza aktorka Cate Blanchett[1]
- Saturn — Najlepsza aktorka drugoplanowa Hilary Swank[1]
- Saturn — Najlepszy aktor drugoplanowy Giovanni Ribisi[1]
- Saturn — Najlepszy scenariusz Billy Bob Thornton, Tom Epperson[1]

### Film Independent
2001:
- Independent Spirit — Najlepszy aktor drugoplanowy Giovanni Ribisi[1]